# Schönkirchen-Reyersdorf
Schönkirchen-Reyersdorf ist eine Marktgemeinde mit 2020 Einwohnern (Stand 1. Jänner 2025) im Bezirk Gänserndorf in Niederösterreich.

## Geografie
Schönkirchen-Reyersdorf liegt in Niederösterreich am Nordrand des Marchfeldes. Die Fläche der Marktgemeinde umfasst 17,89 km². 2,31 Prozent der Fläche sind bewaldet.
Die Gemeinde befindet sich in jenem Teil des Wiener Beckens, das über große Erdöl- und Erdgasvorkommen verfügt. So wird die geologische Verwerfung in der Region, in der seit Jahrzehnten Erdöl und Erdgas ausgebeutet wird, als „Schönkirchen-Tief“ bezeichnet. Dieses beginnt ab 250 Meter unterhalb der Erdoberfläche und erreicht bei Schönkirchen mit über 6000 Metern Tiefe seine größte Ausdehnung.

### Gemeindegliederung
Die Gemeinde gliedert sich in die Katastralgemeinden Reyersdorf und Schönkirchen, die auch Ortschaften sind. Zur Ortschaft Schönkirchen zählen auch die Siedlung Silberwald und der Zuckermantelhof.
Mit der NÖ. Kommunalstrukturverbesserung erfolgte 1971 die Zusammenlegung von Reyersdorf und Schönkirchen zur Großgemeinde Schönkirchen-Reyersdorf.

### Nachbargemeinden
|                        | Matzen-Raggendorf                           | Prottes     |
| Auersthal              | Kompassrose, die auf Nachbargemeinden zeigt | Gänserndorf |
| Bockfließ (Mistelbach) | Strasshof                                   |             |

## Geschichte
Um 1100 wurde Schönkirchen, im Jahr 1115 Reyersdorf zum ersten Mal erwähnt.
1977 wurde in 6.100 Metern Tiefe ein großes Erdgasvorkommen erschlossen. Seit dessen Ausbeutung dient der 1,57 Mrd. m³ große Hohlraum als einer von zwei Erdgas-Tiefspeichern in Niederösterreich (siehe auch Erdgas-Lagerstätten in Österreich). Zwischen 2011 und 2015 wurde ein weiterer Erdgas-Speicher mit rund 1,6 Mrd. m³ Volumen errichtet. Sowohl die Erdgas-Lagerstätten als auch eine 2015 neu errichtete Wasseraufbereitungsanlage werden von der OMV betrieben.

### Einwohnerentwicklung
| Schönkirchen-Reyersdorf: Einwohnerzahlen von 1869 bis 2024 | Schönkirchen-Reyersdorf: Einwohnerzahlen von 1869 bis 2024 | Schönkirchen-Reyersdorf: Einwohnerzahlen von 1869 bis 2024 | Schönkirchen-Reyersdorf: Einwohnerzahlen von 1869 bis 2024 | Schönkirchen-Reyersdorf: Einwohnerzahlen von 1869 bis 2024 |
| ---------------------------------------------------------- | ---------------------------------------------------------- | ---------------------------------------------------------- | ---------------------------------------------------------- | ---------------------------------------------------------- |
| Jahr                                                       |                                                            |                                                            |                                                            | Einwohner                                                  |
| 1869                                                       | 1869                                                       |                                                            | 969                                                        | 969                                                        |
| 1880                                                       | 1880                                                       |                                                            | 1.018                                                      | 1.018                                                      |
| 1890                                                       | 1890                                                       |                                                            | 1.041                                                      | 1.041                                                      |
| 1900                                                       | 1900                                                       |                                                            | 1.113                                                      | 1.113                                                      |
| 1910                                                       | 1910                                                       |                                                            | 1.261                                                      | 1.261                                                      |
| 1923                                                       | 1923                                                       |                                                            | 1.337                                                      | 1.337                                                      |
| 1934                                                       | 1934                                                       |                                                            | 1.248                                                      | 1.248                                                      |
| 1939                                                       | 1939                                                       |                                                            | 1.279                                                      | 1.279                                                      |
| 1951                                                       | 1951                                                       |                                                            | 1.220                                                      | 1.220                                                      |
| 1961                                                       | 1961                                                       |                                                            | 1.131                                                      | 1.131                                                      |
| 1971                                                       | 1971                                                       |                                                            | 1.163                                                      | 1.163                                                      |
| 1981                                                       | 1981                                                       |                                                            | 1.343                                                      | 1.343                                                      |
| 1991                                                       | 1991                                                       |                                                            | 1.725                                                      | 1.725                                                      |
| 2001                                                       | 2001                                                       |                                                            | 1.854                                                      | 1.854                                                      |
| 2011                                                       | 2011                                                       |                                                            | 1.975                                                      | 1.975                                                      |
| 2021                                                       | 2021                                                       |                                                            | 2.010                                                      | 2.010                                                      |
| 2024                                                       | 2024                                                       |                                                            | 2.008                                                      | 2.008                                                      |
| Quelle(n): Statistik Austria                               |                                                            |                                                            |                                                            |                                                            |

## Kultur und Sehenswürdigkeiten
- Schloss Schönkirchen
- Schüttkasten Schönkirchen

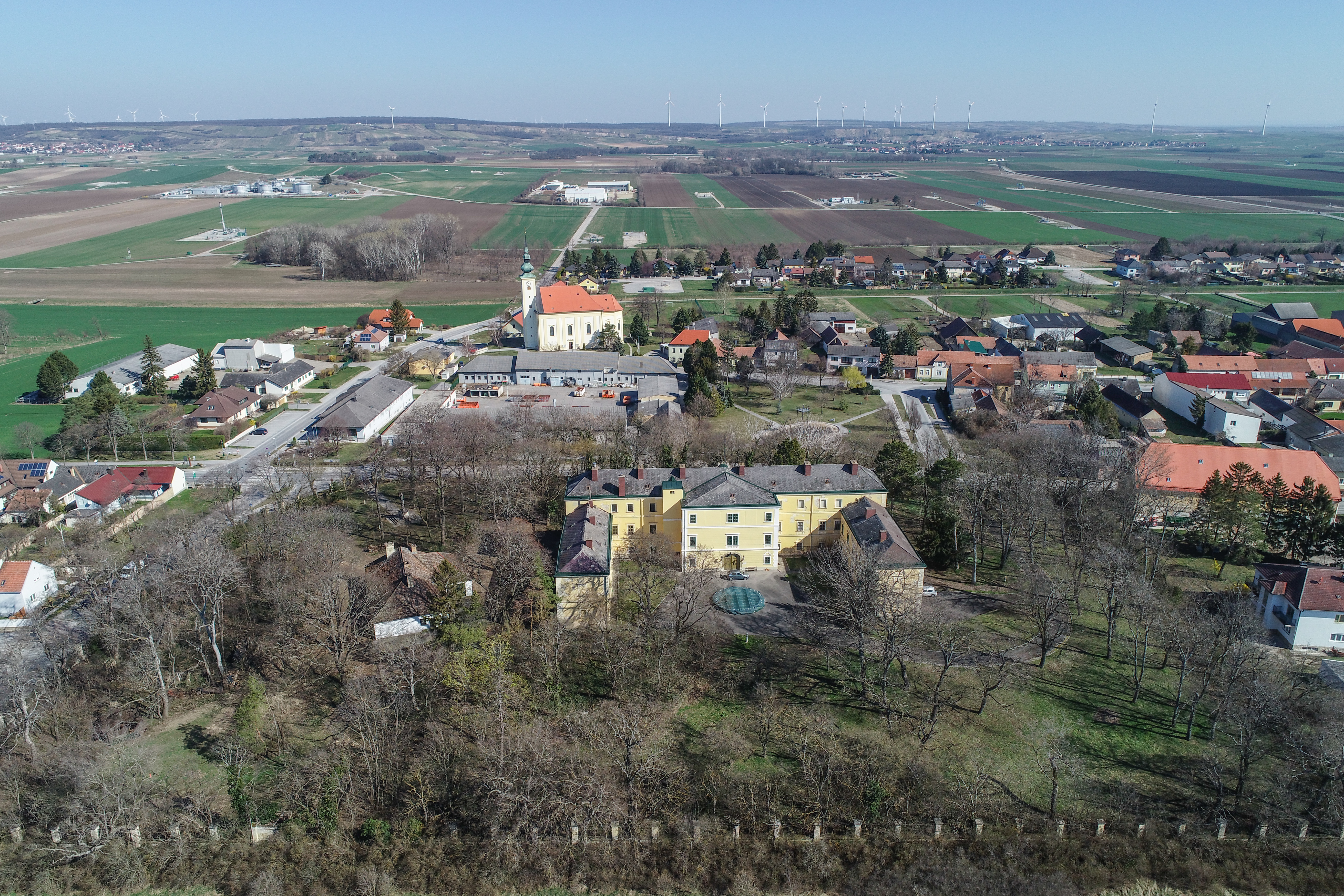
Schloss Schönkirchen

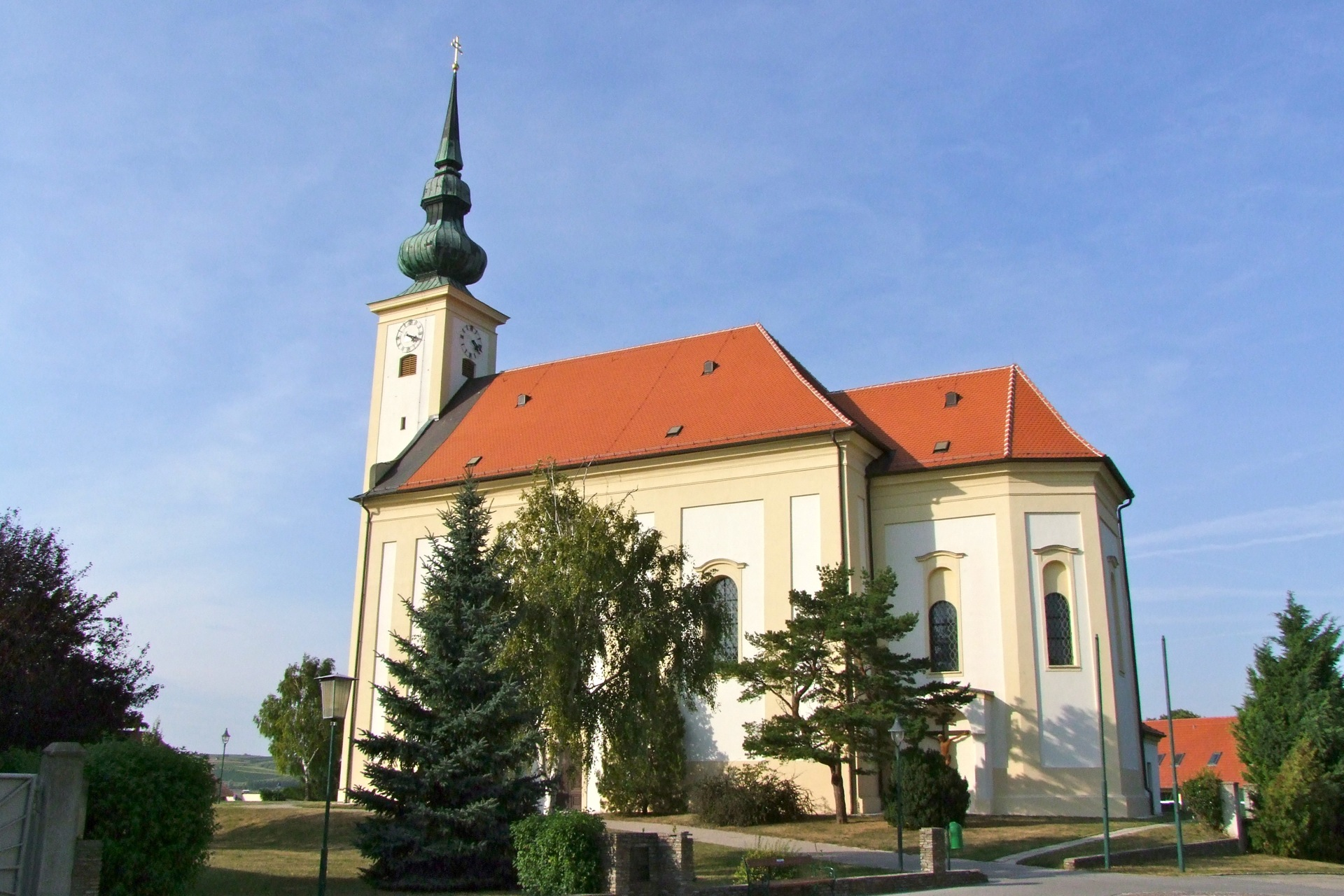
Pfarrkirche Schönkirchen

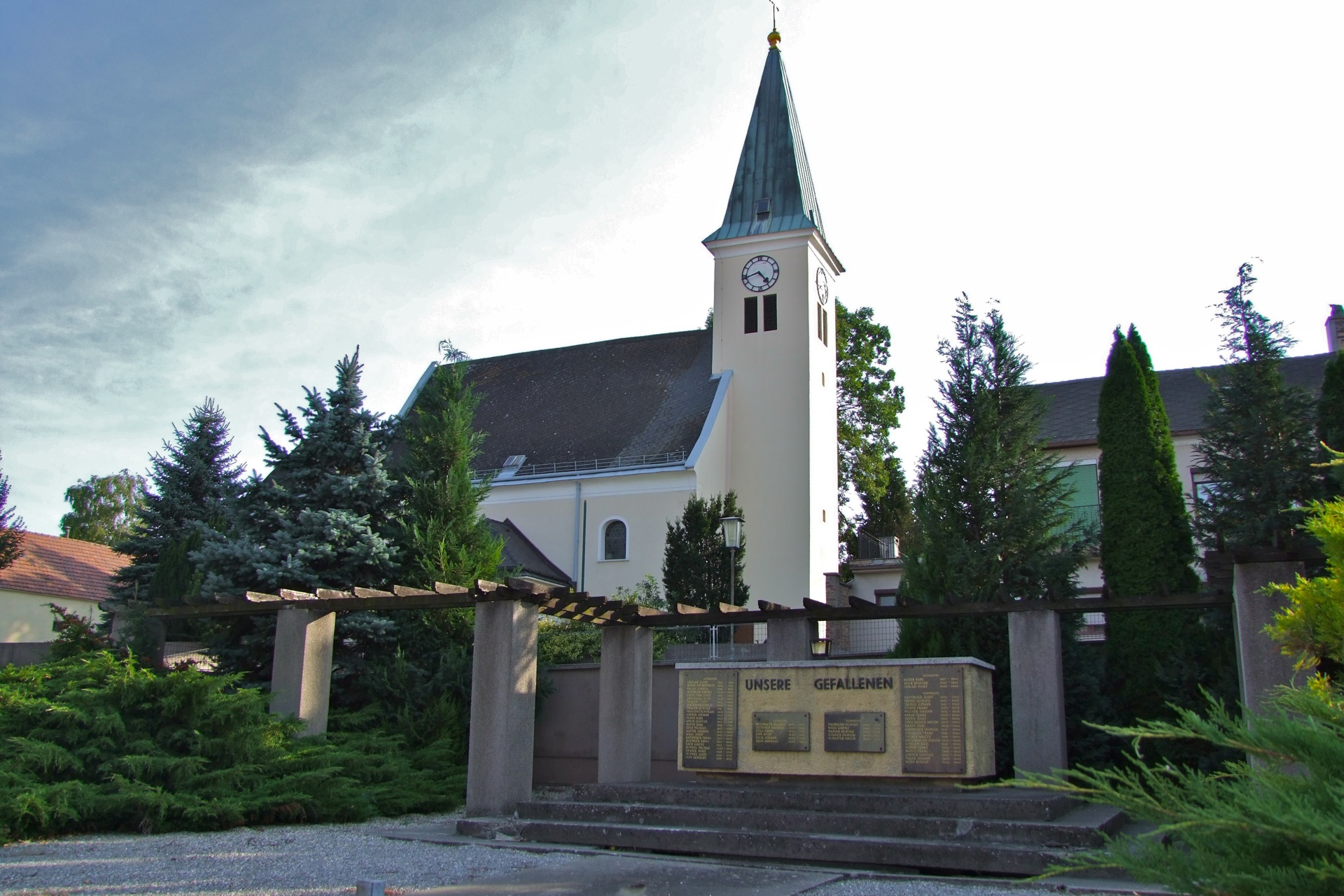
Filialkirche Reyersdorf

- Katholische Pfarrkirche Schönkirchen hl. Markus
- Katholische Filialkirche Reyersdorf hl. Leonhard

## Wirtschaft und Infrastruktur
Im Jahr 2001 gab es 50 nichtlandwirtschaftliche Arbeitsstätten, und nach der Erhebung von 1999 bestanden 43 land- und forstwirtschaftliche Betriebe. Die Zahl der Erwerbstätigen am Wohnort betrug nach der Volkszählung von 2001 insgesamt 868. Die Erwerbsquote lag 2001 bei 48,22 Prozent.

### Altlasten
Die Deponie Bachfeld liegt etwa 1 km östlich des Ortszentrums von Schönkirchen an der Landstraße von Gänserndorf nach Matzen. Es ist eine mit Bodenaushub, Bauschutt und Baustellenabfällen verfüllte Geländevertiefung, die im Zuge einer Erdölbohrung im Jahr 1949 entstand, wobei sich eine Pinge ausbildete, in der sogar der Bohrturm versank. Die Pinge hatte im August 1951 eine Größe von rund 12.000 m². Im Jahr 1969 wurde überständiges Öl verbrannt. In weiterer Folge wurde sie bis 1980 aufgefüllt, wobei sich die Ablagerungen mit dem Rohöl vermischten. Die Fläche beträgt rund 63.000 m², wobei das Volumen der Ablagerung mit rund 160.000 m³ nur geschätzt werden kann und insgesamt etwa 215.000 m³ Ablagerungen und Untergrund erheblich mit Mineralölkohlenwasserstoffen verunreinigt sein dürften.

## Politik

### Gemeinderat
Der Gemeinderat hat 19 Mitglieder.
- Mit den Gemeinderatswahlen in Niederösterreich 1990 hatte der Gemeinderat folgende Verteilung: 13 ÖVP, 5 SPÖ und 1 GABL.
- Mit den Gemeinderatswahlen in Niederösterreich 1995 hatte der Gemeinderat folgende Verteilung: 12 ÖVP, 6 SPÖ und 1 FPÖ.[6]
- Mit den Gemeinderatswahlen in Niederösterreich 2000 hatte der Gemeinderat folgende Verteilung: 11 ÖVP, 7 SPÖ und 1 FPÖ.[7]
- Mit den Gemeinderatswahlen in Niederösterreich 2005 hatte der Gemeinderat folgende Verteilung: 11 ÖVP, 7 SPÖ und 1 Bürgerliste.[8]
- Mit den Gemeinderatswahlen in Niederösterreich 2010 hatte der Gemeinderat folgende Verteilung: 12 ÖVP und 7 SPÖ.[9]
- Mit den Gemeinderatswahlen in Niederösterreich 2015 hatte der Gemeinderat folgende Verteilung: 8 PETER–Unabhängige Bürgerliste Bürgermeister Peter Hofinger, 6 SPÖ und 5 ÖVP.[10]
- Mit den Gemeinderatswahlen in Niederösterreich 2020 hatte der Gemeinderat folgende Verteilung: 8 ÖVP, 6 PETER–Unabhängige Bürgerliste Bürgermeister Peter Hofinger und 5 SPÖ.[11]
- Mit den Gemeinderatswahlen in Niederösterreich 2025 hat der Gemeinderat folgende Verteilung: 11 VP (Bürgermeister Alexander Gary für Schönkirchen-Reyersdorf, ÖVP-nahe Liste), 8 SPÖ, 1 BSR (Unabhängige Bürgerliste Schönkirchen-Reyersdorf), 1 FPÖ.[12]

### Bürgermeister
- 1985–1999 Norbert Schütt (ÖVP)
- 1999–2020 Peter Hofinger (ÖVP, PETER)[13]
- seit 2020 Alexander Gary (ÖVP)

### Gemeindepartnerschaften
- Seit 1999 besteht eine Partnerschaft zur Gemeinde Schönkirchen in Schleswig-Holstein in Deutschland.

## Persönlichkeiten

### Ehrenbürger der Gemeinde
- 2024: Peter Kozlowsky, Gemeindearzt[14]

### Söhne und Töchter der Gemeinde
- Franz Seifert (1866–1951), Bildhauer
- Hans Wagner-Schönkirch (1872–1940), Musikpädagoge, Chordirigent und Komponist